# Symfozjusz
Symfozjusz (ur. prawdop. w II poł. IV w., zm. prawdop. w I poł. V w.) – rzymski pisarz i poeta, autor Enigm – zbioru stu szarad heksametrycznych; uważany za twórcę tego gatunku literackiego.

## Autor i jego twórczość
O samym Symfozjuszu niewiele jest wiadomo. Żył i działał na przełomie IV i V w., z których to czasów pochodzi jedyne jego dzieło, które przetrwało do czasów współczesnych: Aenigmata (pl. Enigmy) - zbiór stu zagadek pisanych w formie trójwersowych heksametrów.
Ich autorstwo przypisywane było także Laktancjuszowi (wskazywano na jego Symposium), ale był to jedynie pogląd jednego z jego XVIII-wiecznych wydawców i nie jest on obecnie szerzej podzielany.
Przypuszcza się, że zostały one napisane na zamówienie i miały charakter ludyczny. Prawdopodobnie były wykorzystywane podczas uczt i zabaw odbywających się w czasie rzymskich świąt Saturnaliów.
Enigmy to jedyny zbiór łacińskich zagadek jednego autora, które zachowały się do czasów nowożytnych i jako takie miały duży wpływ na rozwój tego gatunku literackiego. W historii nowożytnej (wzorując się na nich) pierwsze zbiory enigmat tworzyli św. Aldhelm, biskup w Sherborne i św. Tatwin, arcybiskup Canterbury.
Na język polski enigmy Symfozjusza były przekładane m.in. przez prof. Zygmunta Kubiaka.

## Wydania nowożytneEnigm
- Joachimus Perionius, Paris, 1533, editio princeps
- E. F. Corpet, Paris, 1868, z przekładem na język francuski
- Elizabeth Hickman du Bois, The Hundred Riddles of Symphosius, Woodstock, Vermont : The Elm Tree Press, 1912 (Peck), z klasycznym przekładem na język angielski
- Raymond Ohl, 1928, z przekładem na język angielski
- Fr. Glorie (ed.), Variae collectiones aenignmatvm Merovingicae aetatis (pars altera), Corpvs Christianorvm, Series Latina, 133a (Turnhout: Brepols, 1968), ss. 620–723.